# کلینی، ان
کلینی، ان (به فرانسوی: Coligny) یک کمون در فرانسه است که در Canton of Coligny واقع شده‌است.

## خصوصیات
کلینی ۱۶٫۸۷ کیلومترمربع مساحت و ۱٬۱۵۰ نفر جمعیت دارد و ۲۹۳ متر بالاتر از سطح دریا واقع شده‌است.